# Nomada sabulosa
Nomada sabulosa är en biart som beskrevs av Radoszkowski 1876. Nomada sabulosa ingår i släktet gökbin, och familjen långtungebin. Inga underarter finns listade i Catalogue of Life.